# Новодмитрівка (Роздільнянський район)
Новодми́трівка (колишня назва Новодмитрівка Друга, у минулому — Мурлове, Штурпельці) — село в Україні, у Роздільнянській міській громаді Роздільнянського району Одеської області. Населення становить 149 осіб. Відноситься до Буцинівського старостинського округу.

## Історія
У 1856 році в поселені Новодмитріївка надвірного радника Дмитрієва було 26 дворів.
На 1859 рік у власницькому селищі Ново-Дмитрівка 1-го стану (станова квартира — містечко Василівка) Одеського повіту Херсонської губернії при балці Куртовому Яру, було 15 дворів, у яких мешкало 19 чоловік і 20 жінок.
У 1887 році в селищі Ново-Дмитріївка (Мурлова) Більчанської волості Одеського повіту Херсонської губернії мешкало 36 чоловік та 40 жінок.
У 1896 році в селищі Ново-Дмитрівці (Мурлове) Більчанської волості Одеського повіту Херсонської губернії, було 20 дворів, у яких мешкало 45 людей (25 чоловік і 20 жінок).
Станом на 1 вересня 1946 року село входило до складу Новодмитрівської сільської Ради.
12 вересня 1967 року до складу Новодмитрівки Другої увійшло колишнє село Новодмитрівка Перша й отримало сучасну назву.

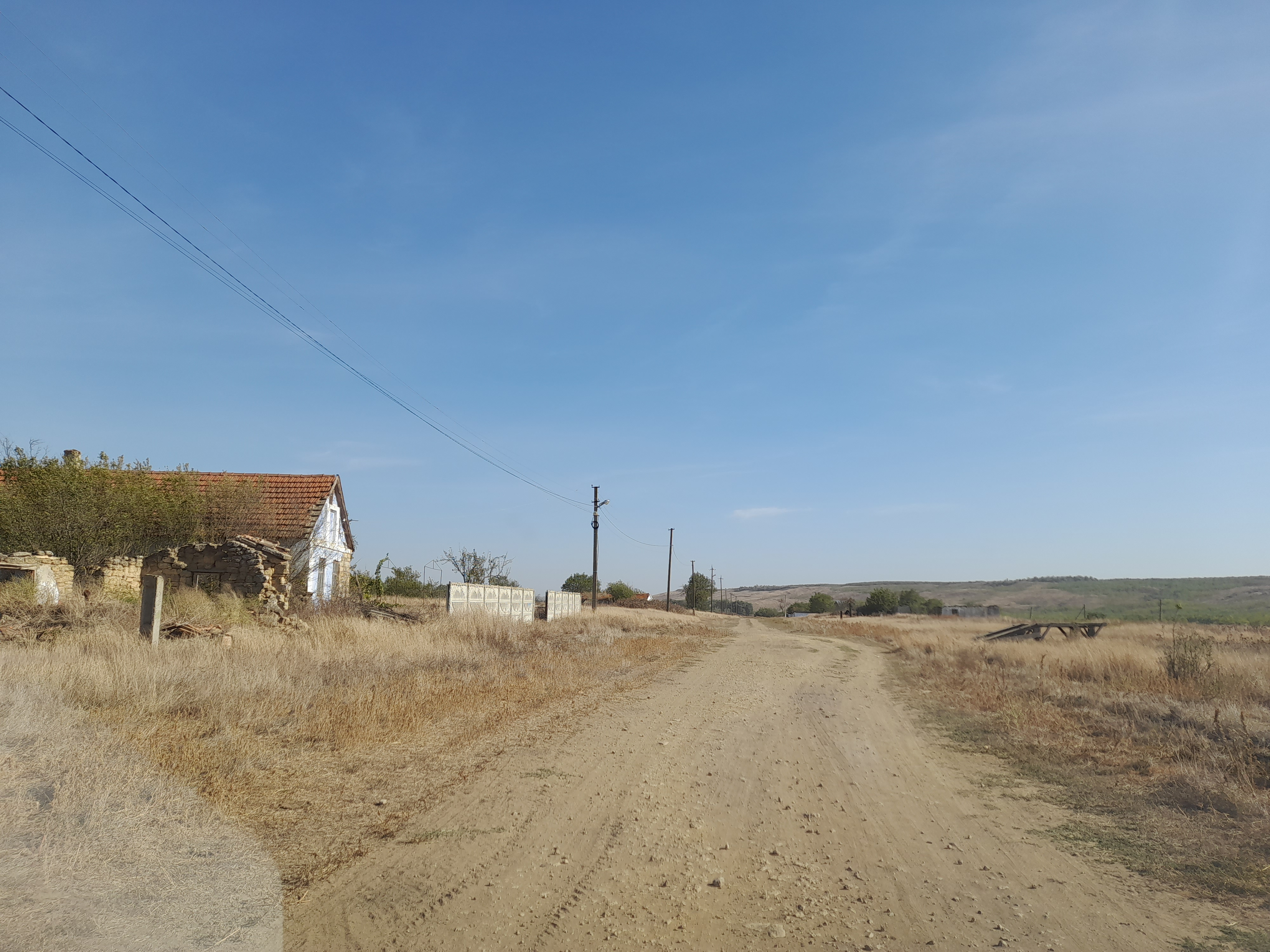
Вулиця у колишній Новодмитрівці Першій

На 1 травня 1967 року село входило до складу Кіровської сільської ради.
Виконавчий комітет Одеської обласної ради народних депутатів рішенням від 15 грудня 1987 року у Роздільнянському районі утворив Буцинівську сільраду з центром в селі Буцинівка і сільській раді підпорядкував села Карпівка, Кузьменка, Міліардівка, Новодмитрівка Кіровської сільради.
У результаті адміністративно-територіальної реформи село ввійшло до складу Роздільнянської міської територіальної громади та після місцевих виборів у жовтні 2020 року було підпорядковане Роздільнянській міській раді. До того село входило до складу ліквідованої Буцинівської сільради.

## Населення

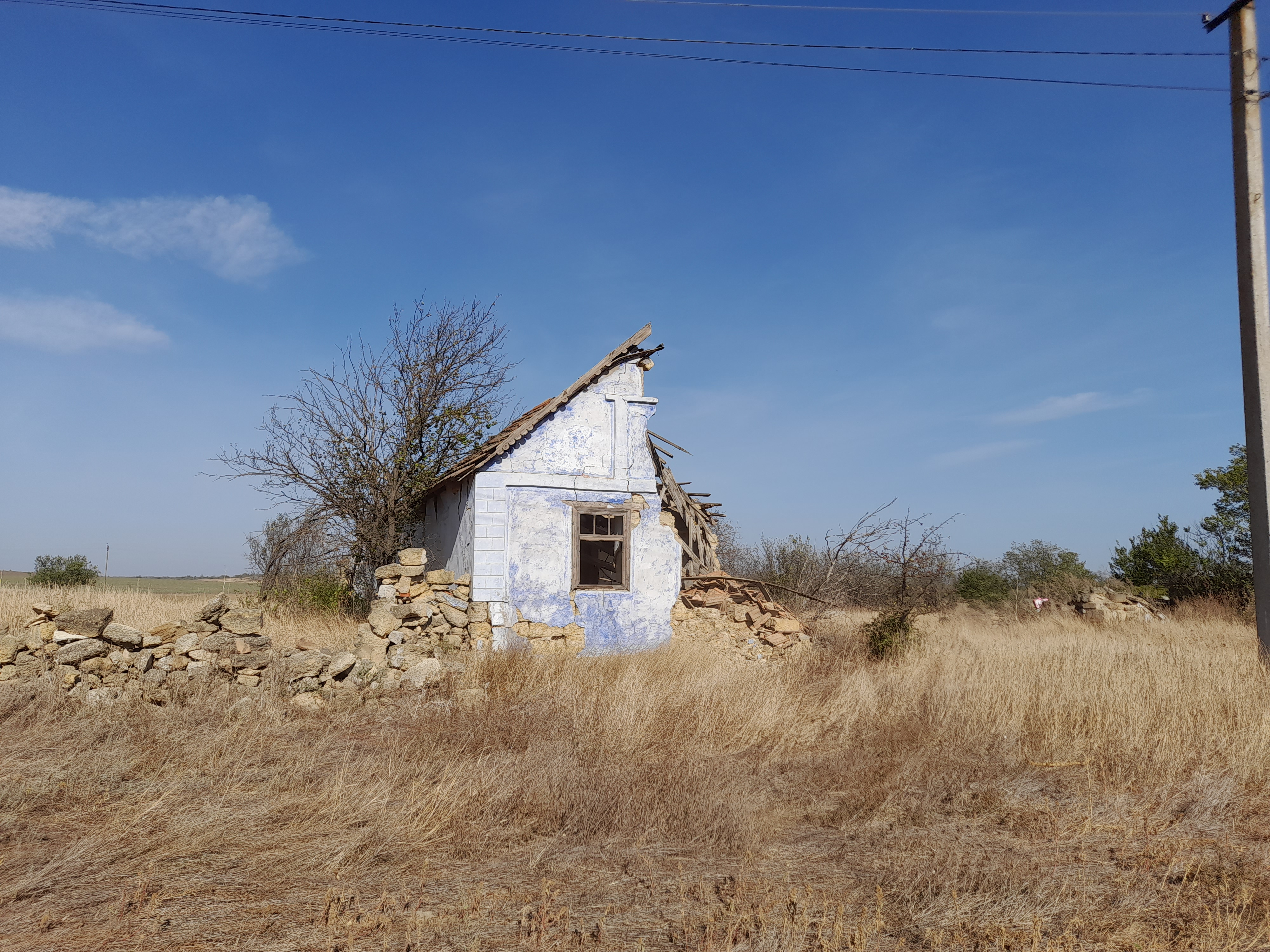
Покинуті хати

Згідно з переписом УРСР 1989 року чисельність наявного населення села становила 218 осіб, з яких 94 чоловіки та 124 жінки.
За переписом населення України 2001 року в селі мешкали 182 особи.
У 2010 та 2011 роках населення становило 141 та 162 особи відповідно.

### Мова
Розподіл населення за рідною мовою за даними перепису 2001 року:
| Мова       | Відсоток |
| ---------- | -------- |
| українська | 87,91 %  |
| російська  | 7,69 %   |
| румунська  | 4,40 %   |